# André Masséna
André Masséna, wł. Andrea Massena (ur. 6 maja 1758 w Nicei, zm. 4 kwietnia 1817 w Paryżu) – książę Rivoli, książę Essling, marszałek cesarstwa francuskiego.

## Życiorys

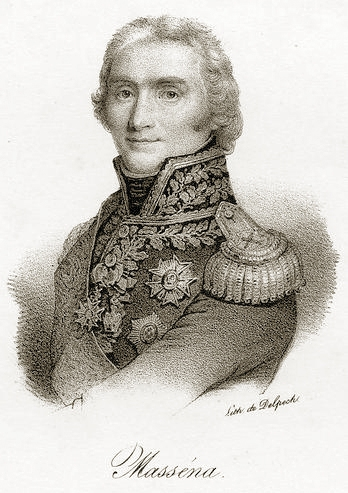
Marszałek André Masséna

Był synem kupca. W wieku 13 lat zaciągnął się do marynarki handlowej jako chłopiec okrętowy. Mając 17 lat wstąpił do armii, służąc w regimencie w Tulonie. Po 14 latach wyszedł ze służby w stopniu podoficera, a po wybuchu rewolucji wstąpił w szeregi ochotników. 1 sierpnia 1792 został dowódcą batalionu, 22 sierpnia 1793 generałem brygady, a 20 grudnia 1793 generałem dywizji.
W wojnach włoskich odznaczył się wielokrotnie; pobił Austriaków między innymi w 1795 pod Loano i miał swój udział w zwycięstwach Napoleona Bonapartego. Pod naczelnym dowództwem Jeana-Baptiste'a Jourdana dowodził w Szwajcarii armią francuską, która odniosła zwycięstwo pod Zurychem 25 września 1799 nad wojskiem rosyjskim, uchronił Francję od najazdu wojsk nieprzyjacielskich. W 1806 roku, po zawarciu pokoju preszburskiego, zajął Neapol dla Józefa Bonapartego; po bitwie pod Pruską Iławą został księciem Rivoli, a w 1809 po bitwie pod Essling – księciem Essling.
W 1810 otrzymał naczelne dowództwo w Hiszpanii, które z powodu przeważającej siły nieprzyjaciół, dobrowolnie złożył w 1811. Mianowany 20 grudnia 1814 przez Ludwika XVIII parem Francji. Był jednym z najbardziej utalentowanych marszałków Napoleona.

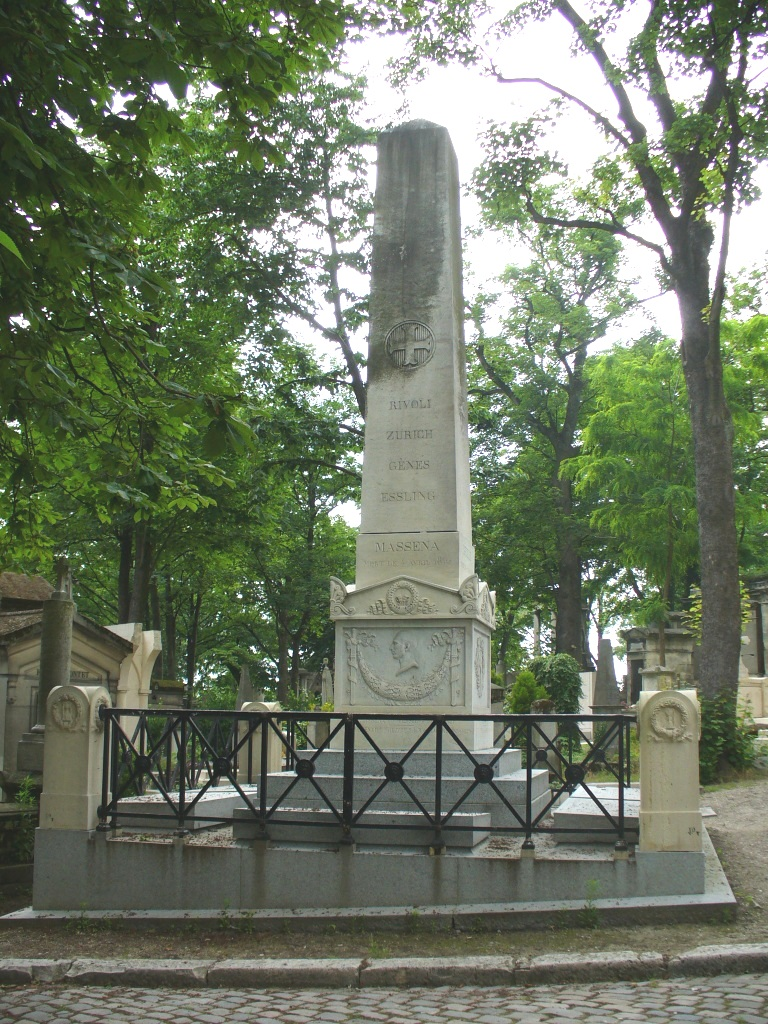
Grób Marszałka André Masséna

Zmarł w 1817 roku z dala od spraw publicznych. Na cmentarzu Père-Lachaise wzniesiono mu pomnik.
Jego Mémoires (4 t., Paryż 1849) wydał gen. Koch.

## Odznaczenia[2]
- Wielki Orzeł Legii Honorowej
- Komandor  Orderu Świętego Ludwika
- Dygnitarz Orderu Korony Żelaznej (Królestwo Włoch)
- Kawaler Orderu Świętego Huberta (Królestwo Bawarii)
- Order Wierności (Wielkie Księstwo Badenii)